# Panaji
Panaji (en portugués, y tradicionalmente: Pangim) es la capital del estado de Goa. Se encuentra en el estuario de Mandovi de la India. Tiene un puerto, y antiguamente fue la capital de todas las colonias portuguesas de la India. Con una población de 65 000 habitantes en la ciudad y 100 000 aproximadamente en el área metropolitana, Panaji es la tercera ciudad de Goa, después de Vasco da Gama y Margao.
Panaji significa "Tierra que nunca se inunda". Es la capital de Goa y de la sede del distrito norte de Goa, ubicado en el margen izquierdo del río Mandovi. Tiene terrazas en colinas, edificios de hormigón con balcones y techos de tejas rojas de casas construidas en estilo latino, iglesias y un paseo junto al río. Hay avenidas bordeadas de gulmohar, acacias y otros árboles. La iglesia barroca de la Virgen de la Inmaculada Concepción ubicado con vista a la plaza principal, conocida como Praça da Igreja, las casas, calles adoquinadas y edificios de interés dan a Panaji un ambiente portugués.

## Geografía
Panaji está situado en las coordenadas 15°29′N 73°50′E / 15.48, 73.83. Tiene una elevación promedio de 7 metros (23 pies). Panaji tiene varias subdivisiones, algunas de las cuales son Santo Tomé, Fontainhas, Mala, Portais, Altinho, Cortin, Praça da Igreja, Tar (cerca del muelle del ferry), Bazar, Japão (cerca de Don Bosco), Boca da Vaca. Algunas zonas de la periferia son Campal, Santa Inés, Chinchollem, Batulem, Patto. Además de las márgenes del río Mandovi, de Panaji está delimitada por dos arroyos, localmente llamado Punto de interés en singular, es decir, Ourense y Santa Inés arroyo.

## Historia
La conquista portuguesa de la Goa comenzó en el siglo XV cuando los portugueses intentaban encontrar una ruta marítima para llegar a Asia y comercializar. 
La India anexó Panaji junto al resto de Goa y de los antiguos territorios portugueses en la invasión de 1961. Panaji se convirtió en un estado-capital de Goa en la elevación de la condición de Estado en 1987. Entre 1961 y 1987, fue la capital del Territorio de la Unión de Goa, Daman y Diu. Un nuevo complejo de la Asamblea Legislativa se inauguró en marzo de 2000, a través del río Mandovi, en el Alto Porvorim. Panaji también es la sede administrativa del distrito norte de Goa.

## Transporte
El aeropuerto más cercano es el Aeropuerto de Dabolim, a 30 km de distancia.

## Educación

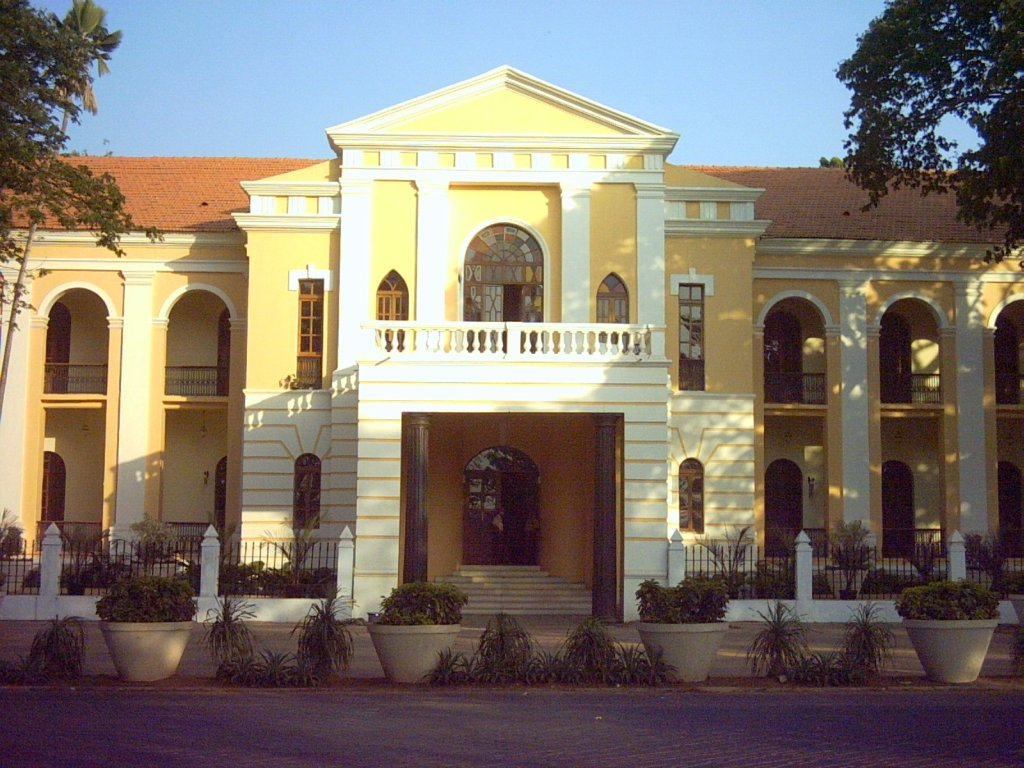
El renovado edificio del Colegio Médico de Goa

Solo hay un centro de educación superior: la Universidad de Goa, situada en la meseta de Taleigao, en las afueras de Panaji.

### Centros de investigación
El Instituto Nacional de Oceanografía (NIO) se encuentra en Dona Paula, en las afueras de la ciudad. Se hacen investigaciones en ámbitos relacionados con las ciencias del mar.

## Clima
| Parámetros climáticos promedio de Panaji | Parámetros climáticos promedio de Panaji | Parámetros climáticos promedio de Panaji | Parámetros climáticos promedio de Panaji | Parámetros climáticos promedio de Panaji | Parámetros climáticos promedio de Panaji | Parámetros climáticos promedio de Panaji | Parámetros climáticos promedio de Panaji | Parámetros climáticos promedio de Panaji | Parámetros climáticos promedio de Panaji | Parámetros climáticos promedio de Panaji | Parámetros climáticos promedio de Panaji | Parámetros climáticos promedio de Panaji | Parámetros climáticos promedio de Panaji |
| Mes                                      | Ene.                                     | Feb.                                     | Mar.                                     | Abr.                                     | May.                                     | Jun.                                     | Jul.                                     | Ago.                                     | Sep.                                     | Oct.                                     | Nov.                                     | Dic.                                     | Anual                                    |
| ---------------------------------------- | ---------------------------------------- | ---------------------------------------- | ---------------------------------------- | ---------------------------------------- | ---------------------------------------- | ---------------------------------------- | ---------------------------------------- | ---------------------------------------- | ---------------------------------------- | ---------------------------------------- | ---------------------------------------- | ---------------------------------------- | ---------------------------------------- |
| Temp. máx. media (°C)                    | 31.6                                     | 31.5                                     | 32.0                                     | 33.0                                     | 33.0                                     | 30.3                                     | 28.9                                     | 28.8                                     | 29.5                                     | 31.6                                     | 32.8                                     | 32.4                                     | 31.3                                     |
| Temp. mín. media (°C)                    | 19.6                                     | 20.5                                     | 23.2                                     | 25.6                                     | 26.3                                     | 24.7                                     | 24.1                                     | 24.0                                     | 23.8                                     | 23.8                                     | 22.3                                     | 20.6                                     | 23.2                                     |
| Precipitación total (mm)                 | 0.2                                      | 0.1                                      | 1.2                                      | 11.8                                     | 112.7                                    | 868.2                                    | 994.8                                    | 518.7                                    | 251.9                                    | 124.8                                    | 30.9                                     | 16.7                                     | 2932                                     |
| Fuente: wunderground.com                 |                                          |                                          |                                          |                                          |                                          |                                          |                                          |                                          |                                          |                                          |                                          |                                          |                                          |

## Galería

Panaji
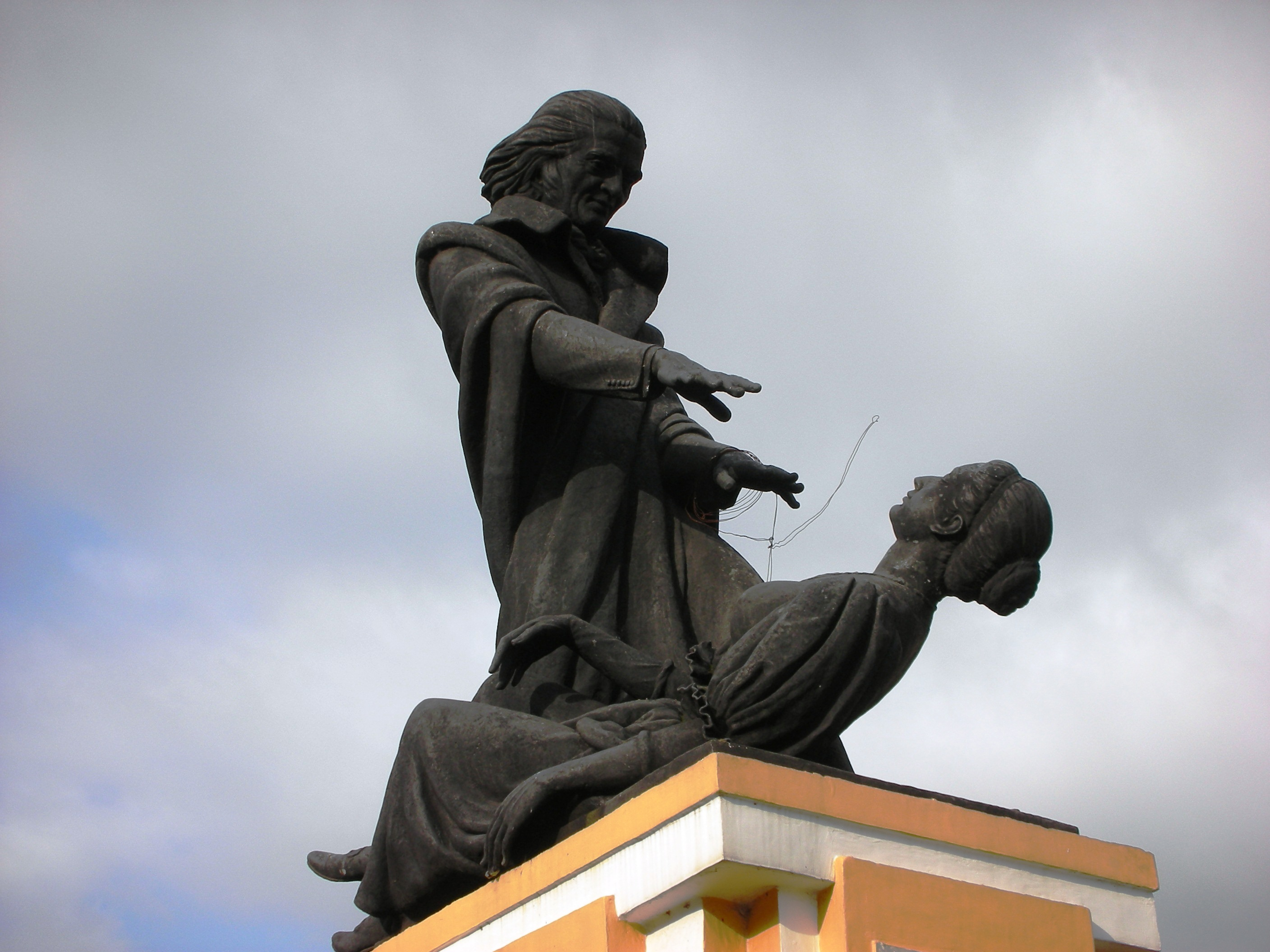
Estatua de Abbé Faria
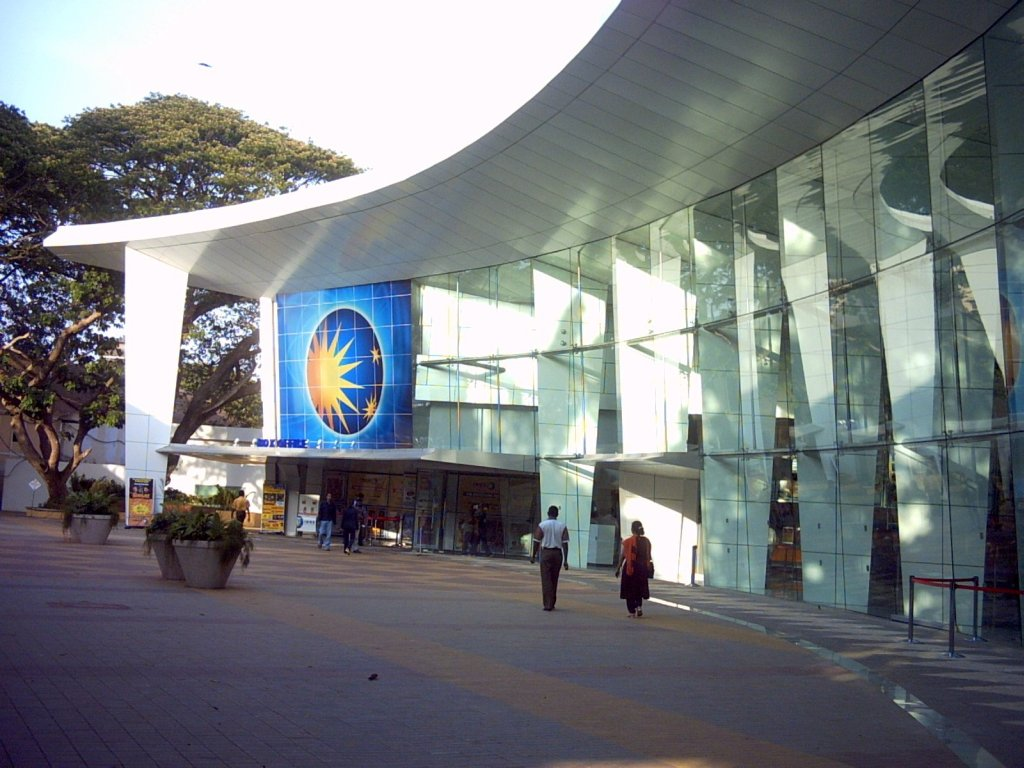
El Inox Multiplex Theatre cerca al mercado de Panaji
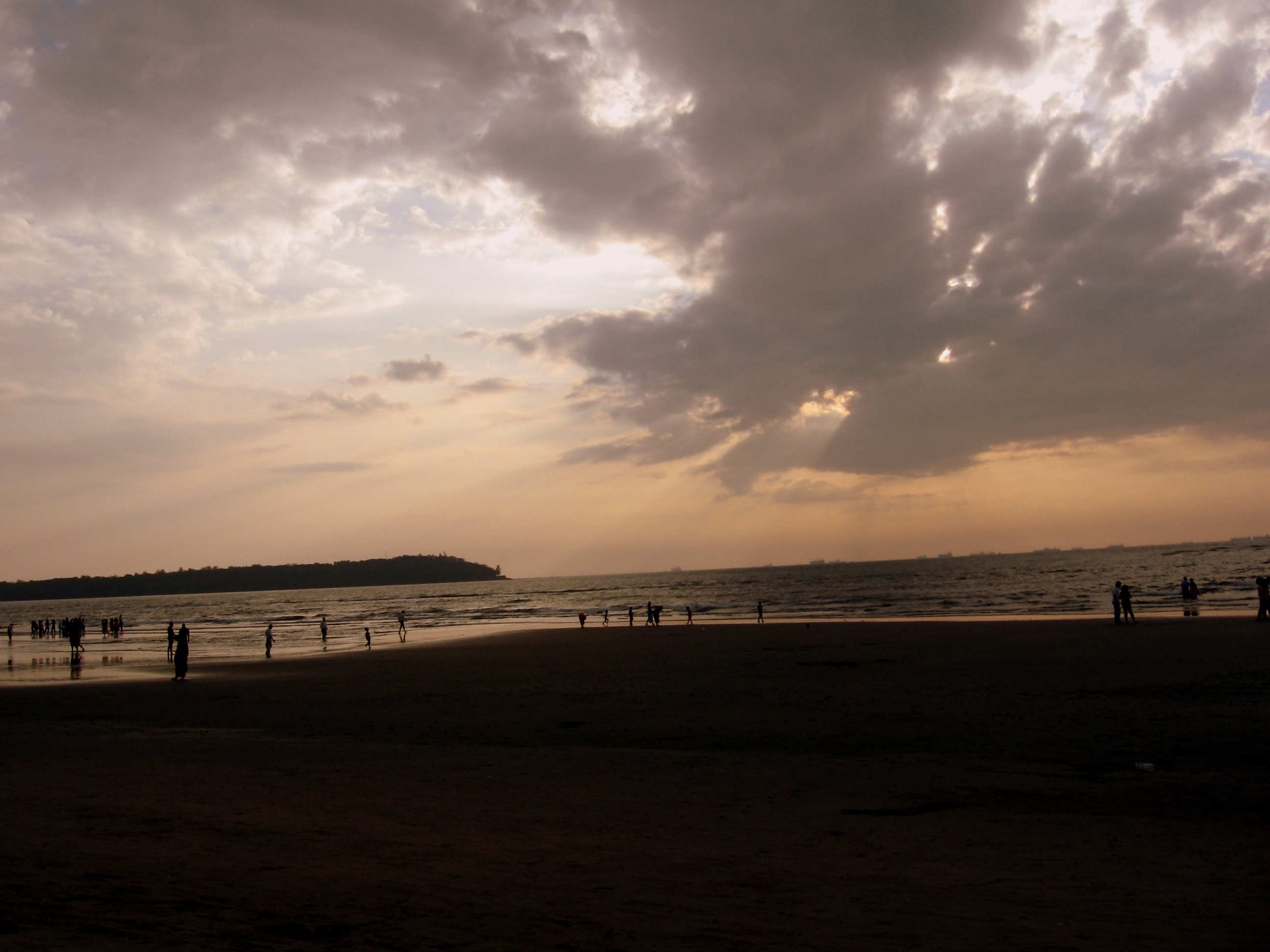
La Playa Miramar
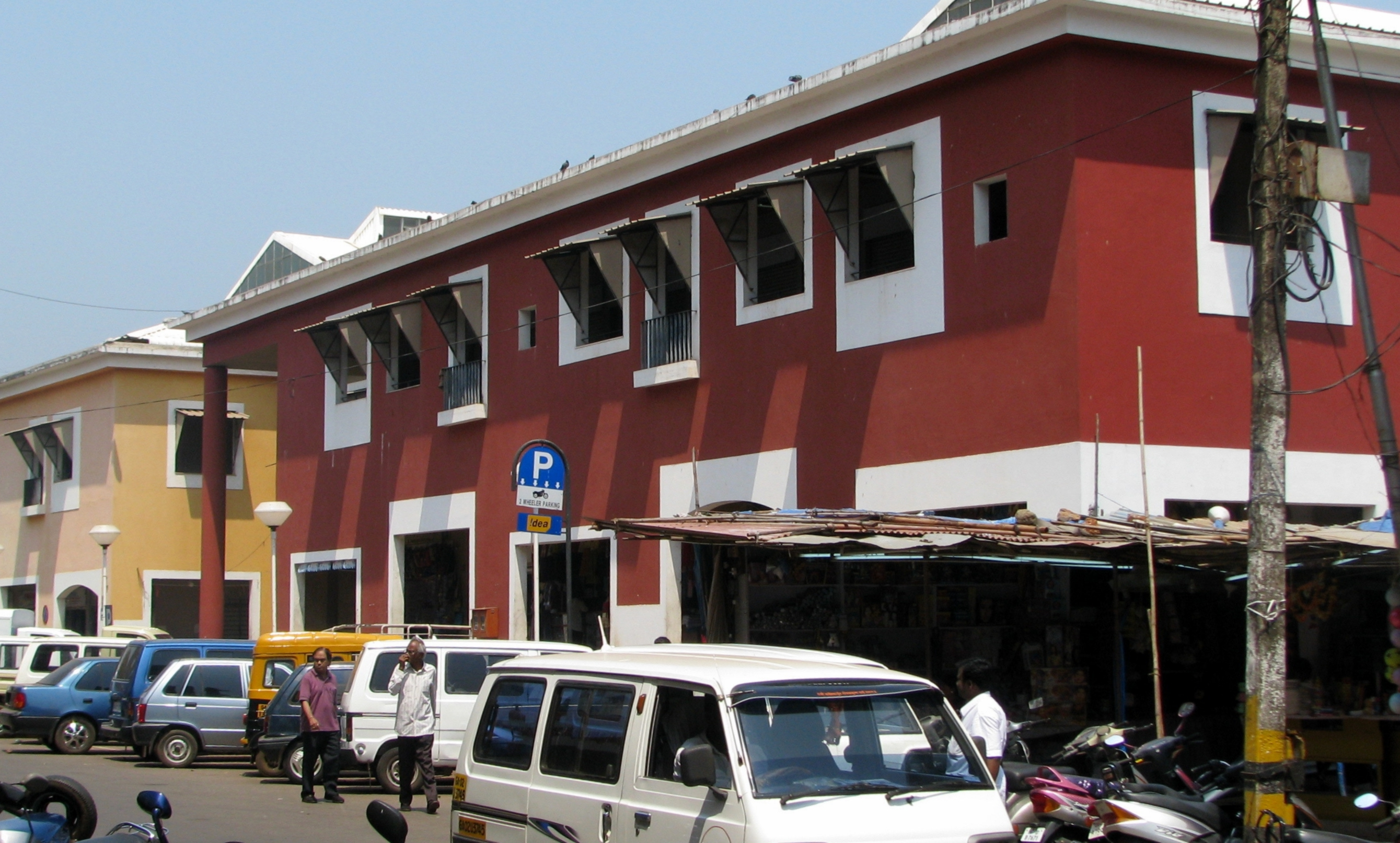
Panaji Market Buildings
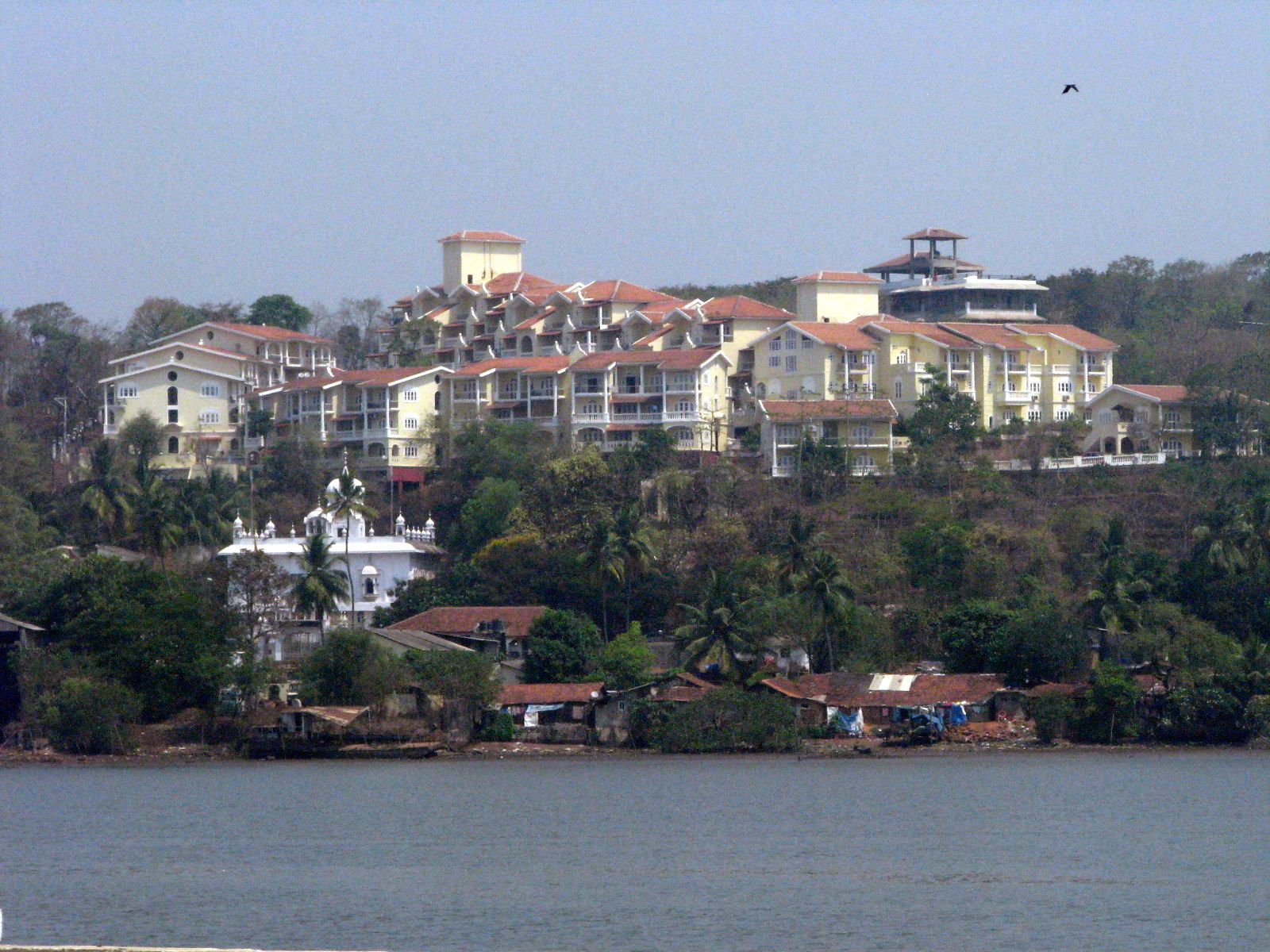
Villa Paradiso
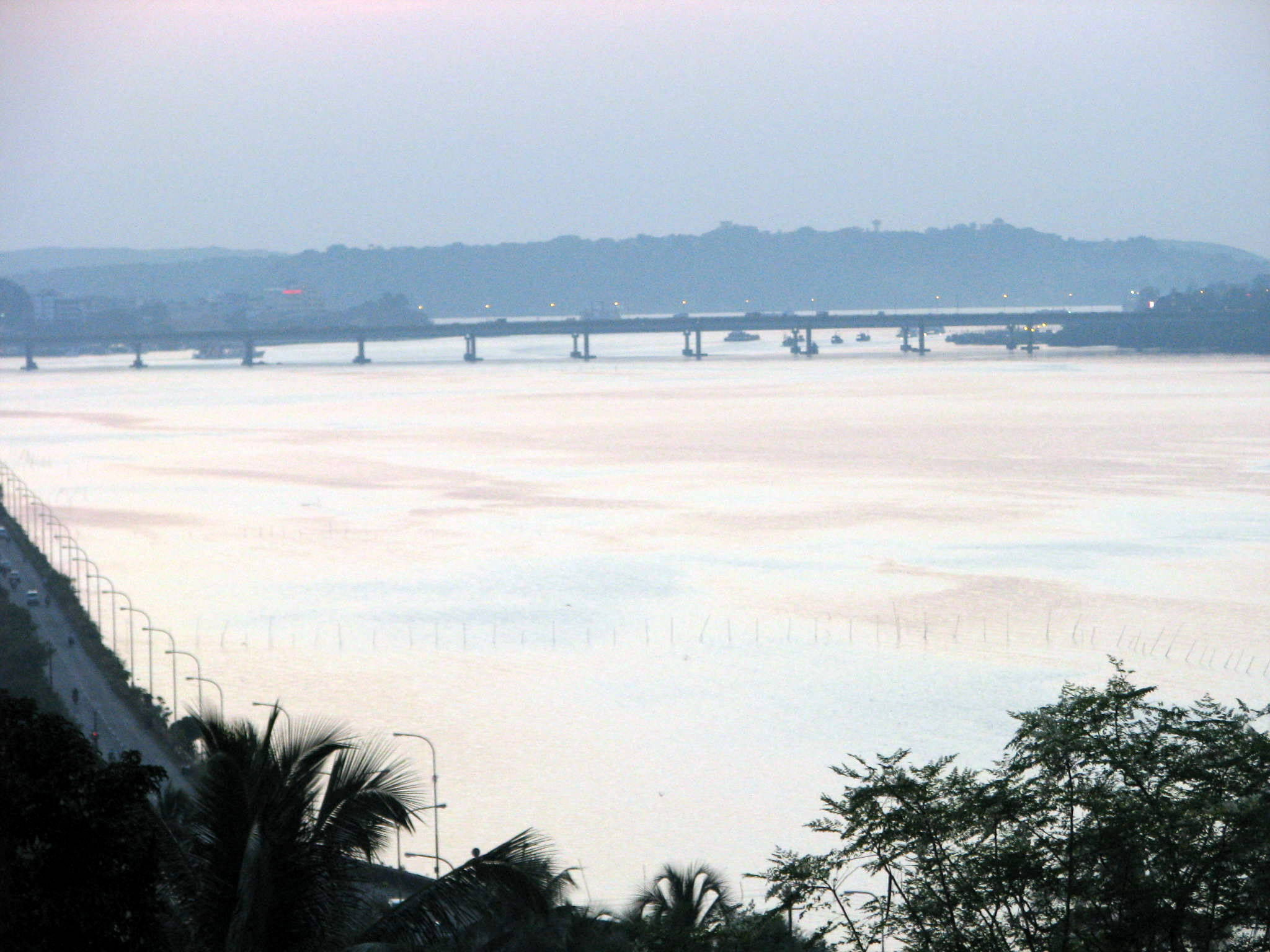
Mandovi Bridge from the top Of Ribandar

## Ciudades hermanadas
- Acapulco (México)[6]